# Tu viện Thánh Agnès ở Praha

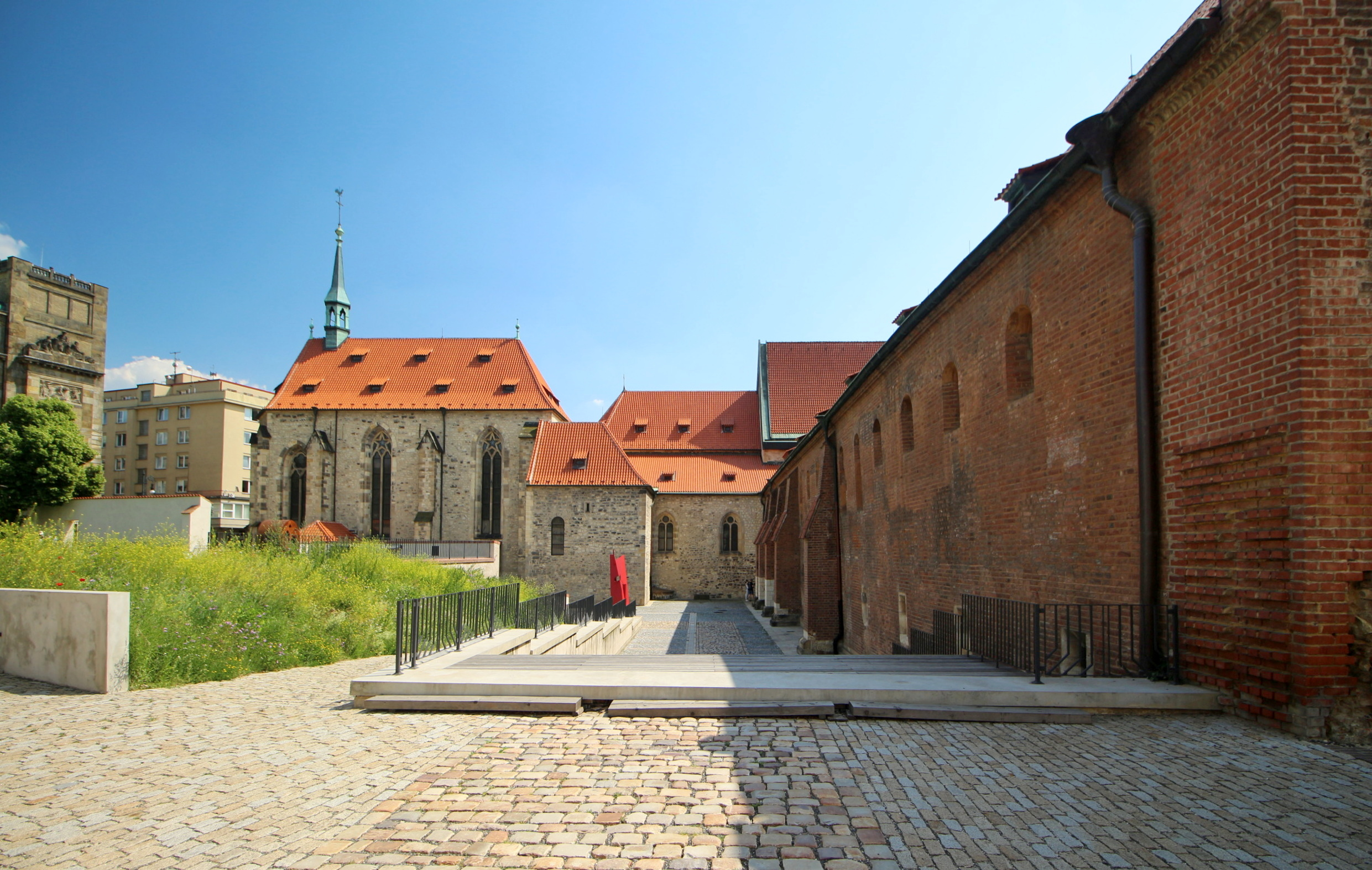
Tu viện nhìn từ phía bờ sông

Tu viện Thánh Agnès nằm ở hữu ngạn sông Vltava, thuộc khu vực phố cổ Praha và được gọi là Na Františku. Thánh Agnès xứ Bohemia là người sáng lập ra tu viện, đồng thời cũng là tu viện trưởng. Tu viện được thành lập vào năm 1231 và thuộc Dòng Chị Em Thanh Bần và Dòng Phan Sinh.

## Lịch sử
Thánh Agnès xứ Bohemia là công chúa út của vua Ottokar I xứ Bohemia. Từ nhỏ, Thánh nữ đã được lớn lên trong một tu viện ở Doksany. Điều này đã ít nhiều tác động lên quyết định trở thành nữ tu và khao khát được học tập của công chúa trong tương lai. Sau khi đính hôn với Hoàng đế Henry VII của Thánh chế La Mã, Thánh nữ Agnès đã chuyển đến sống với vương triều Babenberg ở Áo. Kể từ đó, Thánh nữ đã được làm quen với các công trình kiến trúc Tiền Gothic và trong sáu năm, Thánh Agnès đã sống tại một tu viện ở Klosterneuburg. Tuy nhiên, sau đó hôn ước giữa vua Henry VII và Thánh Agnès bị hủy bỏ nên Thánh nữ đã quay về Praha. Sau khi trở về, do sức ép của vua cha, Thánh Agnès lại phải nhận lời cầu hôn từ Hoàng đế Friedrich II của Thánh chế La Mã. Ít lâu sau khi vua cha băng hà, Thánh nữ đã lựa chọn quyền được tự do của mình và quyết định thành lập một tu viện. May thay, quyết định thành lập tu viện của Thánh nữ lại được ủng hộ bởi Giáo hoàng và gia đình. Kể từ đó, Thánh Agnès đã khiến xứ Bohemia bắt kịp được với dòng chảy tôn giáo và văn hóa tân tiến nhất thời bấy giờ.

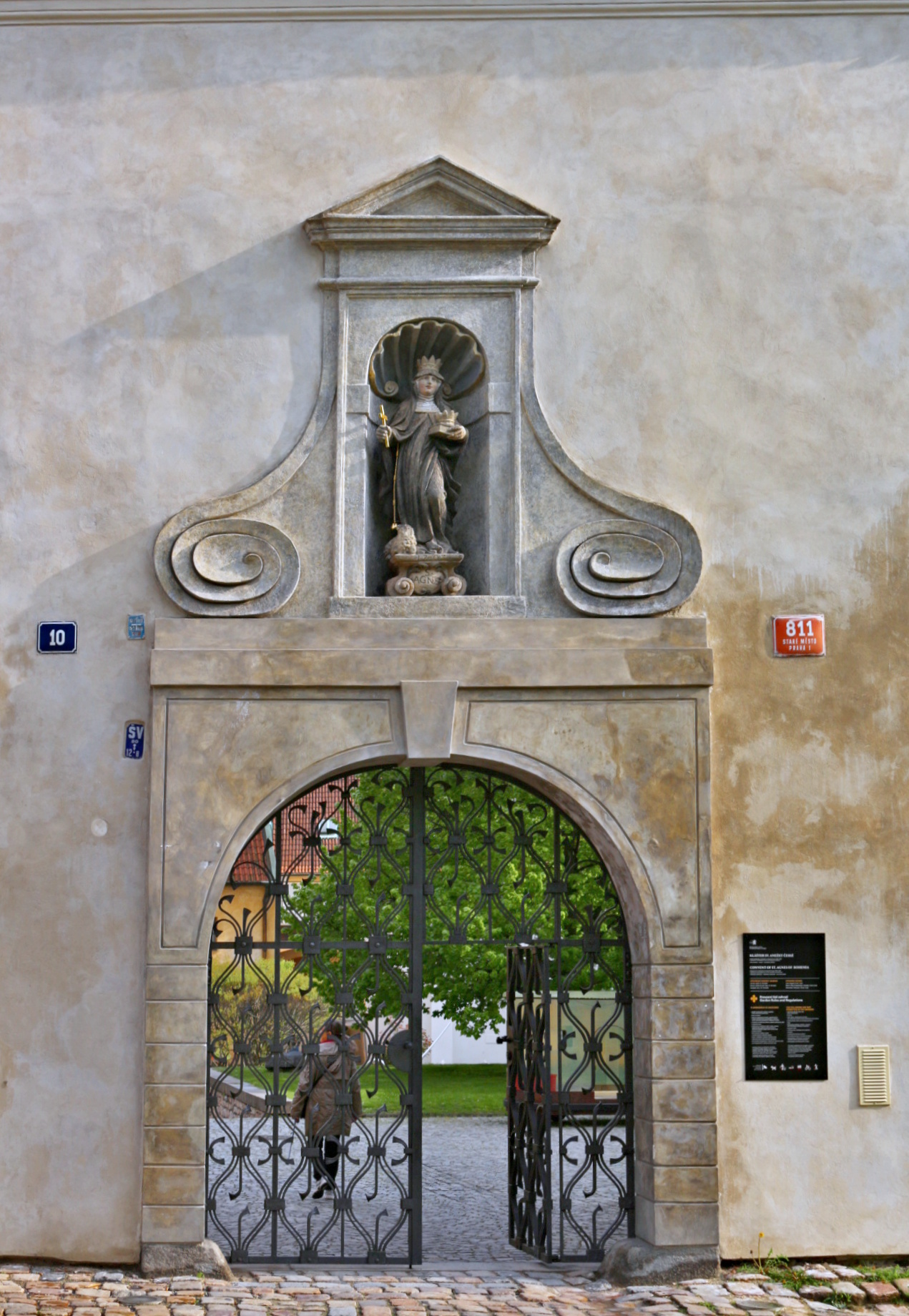
Cổng phía bắc

### Thời hiện đại
Kể từ năm 1963, tu viện Thánh Agnès đã là nơi trưng bày các tác phẩm nghệ thuật của phòng trưng bày Nghệ thuật Quốc gia Praha. Bắt đầu từ năm 1978, tu viện trở thành một di sản văn hóa quốc gia và là một điểm đến của những người yêu nghệ thuật. Ban đầu, tu viện là nơi trưng bày tranh nghệ thuật của xứ Bohemia vào thế kỷ 19 và đầu thế kỷ 20 nhưng giờ đây còn có thêm cả những triển lãm thường trực về nghệ thuật Trung Cổ xứ Bohemia và Trung Âu. Ngoài ra, khu vực hành lang có mái vòm và cột (cloister) của tu viện còn là nơi tổ chức những buổi triển lãm ngắn hạn.

## Miêu tả
Do người thành lập tu viện là một công chúa dòng dõi hoàng tộc nên tu viện được hỗ trợ đầy đủ về mặt vật chất lẫn bảo hộ chính trị. Ngoài ra, Thánh nữ Agnès là người được lớn lên từ tu viện nên có thể hiểu rõ lối sống và mối tương quan của các công trình trong một tu viện. Từ đó, Thánh nữ đã cho xây dựng một tu viện đủ khang trang và rộng rãi. Tu viện được xây dựng dựa trên nền cấu trúc sẵn có của khu phố cổ trong thời kỳ bùng nổ văn hóa và kinh tế của xứ Bohemia, đây đồng thời cũng là thời kỳ mở đầu cho nền văn hóa Gothic tại Trung Âu. Cách sắp xếp các tòa công trình trong tu viện cũng cho thấy tầm ảnh hưởng theo lối kiến trúc dòng Xitô của người Burgundi, phong cách kiến trúc này vốn phổ biến ở Trung Âu trước thế kỷ 13. Vì các quy tắc kiến tạo của kiến trúc Dòng Phan Sinh chưa được xác định chính xác vào thời điểm đó, nên sự pha trộn giữa yếu tố lãng mạn và Gothic là điều dễ nhận thấy trong những công trình được xây dựng vào giai đoạn đầu tiên, đặc biệt là nhà thờ Thánh Phanxicô trong tu viện.